# El Farol bár probléma
Az El Farol bár probléma egy játékelméleti probléma, amelyet Brian Arthur talált ki 1994-ben a korlátozott racionalitással kapcsolatos problémák vizsgálatára. Adott egy bár (az eredeti feladatban a Santa Fe-i El Farol bár), ami népszerű, de szűkös; ha a környéken lakók több mint 60%-a elmegy egy adott este, akkor túlzsúfolt lesz, és rosszabbul érzik magukat, mintha otthon maradtak volna, ha ennél kevesebben vannak ott, akkor viszont jobban. Mindenkinek egy időben és megbeszélés nélkül kell döntenie, hogy a következő este elmegy-e, pusztán arra alapozva, hogy az előző estéken hányan voltak.
Ha az összes résztvevő racionális, akkor a problémának nem lehet racionális, kevert stratégia nélküli megoldása, mert akkor mindenki azt választaná, márpedig ha mindenki ugyanazt választja, akkor mindenki rosszul jár. Az a kevert stratégia, ami szerint a játékos 60% eséllyel elmegy, 40%-kal otthon marad, Nash-egyensúlyban van; egy ilyen stratégia azonban egyáltalán nem hasonlít arra, ahogyan az emberek a valóságban döntenek. Brian célja a játékkal annak alátámasztása volt, hogy az emberek induktív módon, mintaillesztéssel döntenek, és az ilyen döntési mechanizmusok jól működnek. Ennek demonstrálására egy számítógépes szimulációt írt, amiben 100 ágens játssza az El Farol-bár problémát; az ágenseknek az előző alkalmak létszámaiból meg kell jósolniuk, hányan mennek el a következő este, ehhez mindegyikük kap néhány véletlenszerűen kiválasztott jóslási stratégiát (ilyen stratégia lehet például az előző alkalom létszámára tippelni; azt 100-ból kivonni, és az eredményre tippelni; az előző négy alkalom átlagára tippelni; az öttel ezelőtti alkalom létszámára tippelni; mindig 67-re tippelni stb.), és ezeket próbálgatják, a sikeresebbeket részesítve előnyben. A szimuláció azt mutatta, hogy a résztvevők száma 60% körül ingadozott, noha az egyes ágensek tippjei nem feltétlenül voltak közel a 60-hoz.

## Lásd még
- Kisebbségi játék